# Championnat de Guadeloupe de football 2008-2009
 (novembre 2022).
Si vous disposez d'ouvrages ou d'articles de référence ou si vous connaissez des sites web de qualité traitant du thème abordé ici, merci de compléter l'article en donnant les références utiles à sa vérifiabilité et en les liant à la section « Notes et références ».
Navigation
Édition précédente Édition suivante
La saison 2008-2009 du Championnat de Guadeloupe de football est la cinquante-septième saison de la Division d'Honneur guadeloupéenne et qui met aux prises 14 clubs pour le titre de Champion de Guadeloupe de football. Cette année, L'Evolucas de Petit-Bourg remet son titre de Champion de Guadeloupe en jeu.
La formule reste la même avec un système de points identique (4 points pour une victoire, 2 points pour un match nul et 1 point pour une défaite). À la fin de saison, les quatre premiers seront qualifiés pour la Ligue Antilles et les 3 derniers seront relégués en Promotion d'Honneur Régionale (2e division guadeloupéenne).

## Clubs
- Evolucas de Petit-Bourg, Champion en titre, qualifié pour la Ligue Antilles 2008-2009
- Amical Club de Marie-Galante, qualifié pour la Ligue Antilles 2008-2009
- CS Moulien, qualifié pour la Ligue Antilles 2008-2009
- Étoile de Morne à l'eau, qualifié pour la Ligue Antilles 2008-2009
- AS Dragon (Le Gosier)
- Camaz 89 (Capesterre-Belle-Eau)
- JS Vieux-Habitants
- Gauloise de Basse-Terre
- Racing Club de Basse-Terre
- Red Star de Pointe-à-Pitre
- Solidarité Scolaire de Pointe-à-Pitre
- Jeunesse Évolution des Abymes, promu
- US Baie-Mahaut, promu
- US Sainte-Rose (Sainte-Rose), promu

## Compétition

### Classement
Le système de points est en 4-2-1 (4 points après une victoire, 2 points après un match nul et 1 point après une défaite).
Le classement final du championnat de Guadeloupe 2008-2009 est :
| Rang | Équipe              | Pts | J  | G  | N  | P  | Bp | Bc | Diff |
| ---- | ------------------- | --- | -- | -- | -- | -- | -- | -- | ---- |
| 1    | CS Moulien          | 83  | 26 | 16 | 9  | 1  | 47 | 5  | +42  |
| 2    | Étoile              | 71  | 26 | 11 | 12 | 3  | 30 | 19 | +11  |
| 3    | JS Vieux-Habitants  | 69  | 26 | 12 | 7  | 7  | 39 | 27 | +12  |
| 4    | Evolucas            | 68  | 26 | 11 | 9  | 6  | 39 | 19 | +20  |
| 5    | A.S Dragon          | 64  | 26 | 10 | 8  | 8  | 28 | 25 | +3   |
| 6    | USR                 | 63  | 26 | 8  | 13 | 5  | 24 | 23 | +1   |
| 7    | Red Star            | 63  | 26 | 10 | 7  | 9  | 33 | 42 | -9   |
| 8    | Solidarité Scolaire | 58  | 26 | 8  | 8  | 10 | 27 | 32 | -5   |
| 9    | U.S Baie-Mahault    | 57  | 26 | 8  | 7  | 11 | 22 | 28 | -6   |
| 10   | Amical Club         | 56  | 26 | 8  | 8  | 10 | 22 | 30 | -8   |
| 11   | Gauloise            | 55  | 26 | 8  | 5  | 13 | 27 | 33 | -6   |
| 12   | Racing Club         | 54  | 26 | 7  | 8  | 11 | 20 | 27 | -7   |
| 13   | Jeunesse Évolution  | 50  | 26 | 5  | 9  | 12 | 13 | 30 | -17  |
| 14   | Camaz 89            | 37  | 26 | 1  | 8  | 17 | 20 | 51 | -31  |

|  | Champion de Guadeloupe et qualification pour la Ligue Antilles 2009-2010 |
|  | Qualification pour la Ligue Antilles 2009-2010                           |
|  | Relégation en Promotion d'Honneur Régionale (2e division)                |